# Sabil de Qaytbay
El sabil i kuttab de Qayt-bay (àrab: سبيل وكُتاب السلطان قايتباي, sabīl wa-kuttāb as-sulṭān Qāytbāy) és un dels edificis d'aquesta mena més interessants del Caire; forma part del conjunt arquitectònic conegut com a Caire històric, declarat Patrimoni de la Humanitat per la UNESCO. Porta el número 324 del catàleg de monuments islàmics gestionat pel Consell Suprem d'Antiguitats. Està situat a l'antiga ciutat fatimita, al carrer d'al-Saliba, a ponent de la ciutadella i de la mesquita i madrassa d'Hasan, proper a aquesta.

## Història

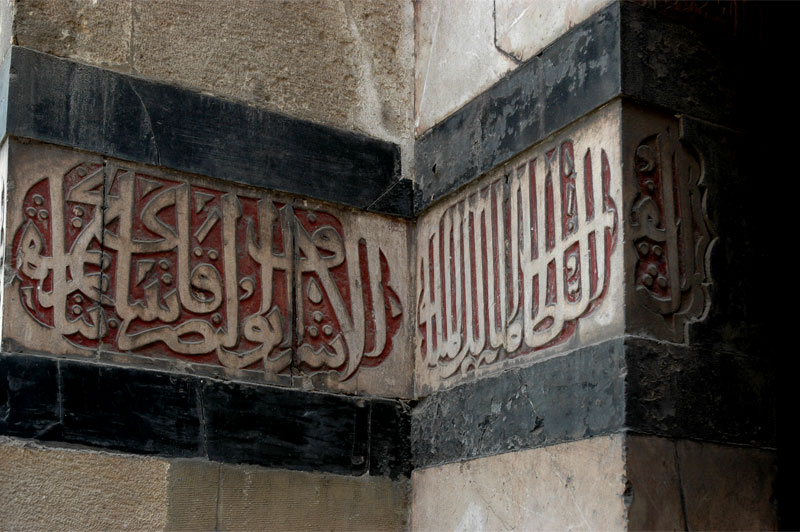
Inscripció exterior.

Un sabil és una institució destinada a complir amb l'Alcorà amb relació a l'ajut i solidaritat a la gent necessitada, concretament a la distribució d'aigua als vianants i veïns. Els sabils solien estar associats a altres edificis, habitualment una mesquita, però aquest fou el primer d'aquesta ciutat que es va construir com un edifici independent.
El seu impulsor fou el soldà al-Àixraf Qàït-bay, un esclau mameluc del soldà Barsbay, que va servir els seus successors fins que el 1468 va prendre el poder. Va regnar fins al 1496, un període esplendorós de la història de la ciutat. Fou construït el 1479.
L'edifici ha estat restaurat el 2000 i és la seu del Centre de Civilització islàmica Suzanne Mubarak.

## L'edifici

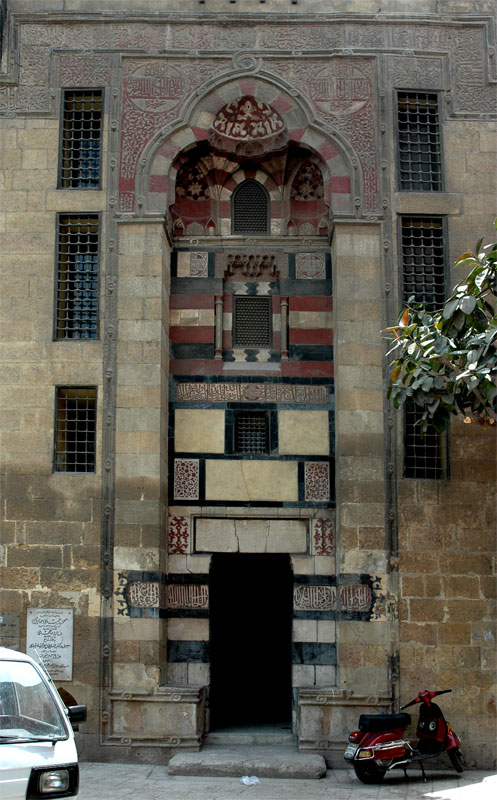
Portal

Es tracta d'un construcció aïllada, amb dues de les façanes ben decorades. El xamfrà és ocupat pel sabil, que presenta dos grans finestrals tancats per una reixa, com és habitual. Al costat hi ha la portalada, força alta i esvelta, rematada per un arc lobulat. Tant aquesta portada com les murs exteriors del sabil es troben esplèndidament decorats amb pedra i marbres de diferents colors: gris, vermell, blanc, negre...
Al pis superior es troba el kuttab, o escola per a nens de pocs recursos. Presenta uns amplis finestrals de fusta.

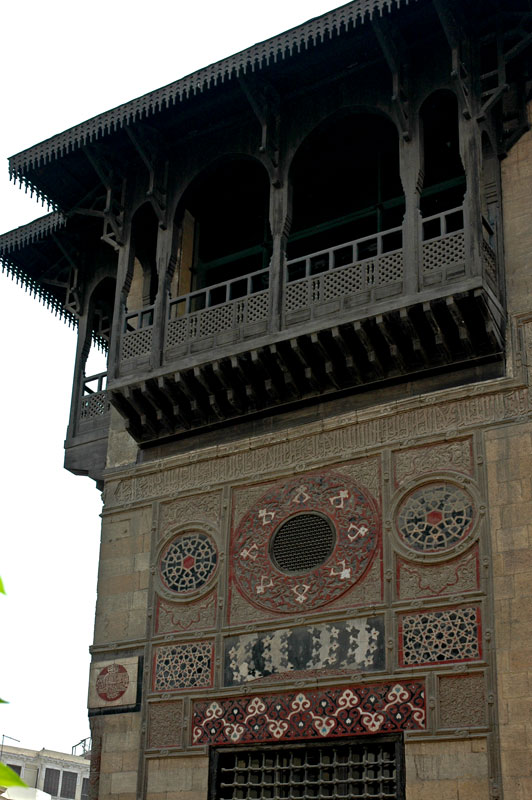
El kuttab, al pis superior.